# Выборы президента США в Оклахоме (2024)
Вы́боры Президе́нта США 2024 го́да в Оклахо́ме прошли во вторник, 5 ноября 2024 года. В них приняли участие все 50 штатов, а также округ Колумбия. Избиратели Оклахомы выбирали выборщиков, которые будут представлять их в Коллегии выборщиков, путём всенародного голосования. Оклахома имеет 7 голосов выборщиков в Коллегии выборщиков после перераспределения в результате переписи населения США 2020 года (штат сохранил имевшееся ранее количество голосов).

## Внутрипартийные выборы
Праймериз обеих партий состоялись в супервторник, 5 марта 2024 года.

### Праймериз Демократической партии
| Кандидат              | Голоса | %    | Делегаты |
| --------------------- | ------ | ---- | -------- |
| Джо Байден            | 66 882 | 73,0 | 36       |
| Марианна Уильямсон    | 8356   | 9,1  | 0        |
| Дин Филлипс (снялся)  | 8182   | 8,9  | 0        |
| Стивен Лайонс         | 4441   | 4,8  | 0        |
| Дженк Уйгур           | 1974   | 2,1  | 0        |
| Армандо Перес-Серрато | 1809   | 2,0  | 0        |
| Всего                 | 91 644 | 100% | 36       |

### Праймериз Республиканской партии
| Кандидат                 | Голоса  | %    | Делегаты |
| ------------------------ | ------- | ---- | -------- |
| Дональд Трамп            | 254 928 | 81,8 | 43       |
| Никки Хейли              | 49 406  | 15,9 | 0        |
| Рон Десантис (снялся)    | 3946    | 1,3  | 0        |
| Крис Кристи (снялся)     | 1095    | 0,4  | 0        |
| Вивек Рамасвами (снялся) | 1022    | 0,3  | 0        |
| Эйса Хатчинсон (снялся)  | 431     | 0,1  | 0        |
| Дэвид Стакенберг         | 397     | 0,1  | 0        |
| Райан Бинкли (снялся)    | 303     | 0,1  | 0        |
| Всего                    | 311 528 | 100% | 43       |

## Всеобщие выборы

### Предвыборная статистика
Обозначения:
- Р — равенство
- НП — небольшое преимущество
- ДП — достаточное преимущество
- СП — существенное, но преодолимое преимущество
- ОП — огромное преимущество

| Источник              | Рейтинг | По состоянию на: |
| --------------------- | ------- | ---------------- |
| Cook Political Report | ОП (Р)  | 19 декабря 2023  |
| Inside Elections      | ОП (Р)  | 26 апреля 2023   |
| Sabato's Crystal Ball | ОП (Р)  | 29 июня 2023     |
| DDHQ/The Hill         | ОП (Р)  | 14 декабря 2023  |
| CNalysis              | ОП (Р)  | 30 декабря 2023  |
| CNN                   | ОП (Р)  | 14 января 2024   |
| The Economist         | ОП (Р)  | 12 июня 2024     |
| 538                   | ОП (Р)  | 11 июня 2024     |
| RCP                   | ОП (Р)  | 26 июня 2024     |

### Опросы
Дональд Трамп vs. Камала Харрис
| Источник опроса  | Период проведения             | Размер выборки | Уровень погрешности | Дональд Трамп Республиканская | Камала Харрис Демократическая | НИ |
| ---------------- | ----------------------------- | -------------- | ------------------- | ----------------------------- | ----------------------------- | -- |
| ActiVote         | 13 сентября — 19 октября 2024 | 400 (ПИ)       | ±4,9%               | 66%                           | 34%                           | —  |
| WPA Intelligence | 16–18 октября 2024            | 502 (ПИ)       | —                   | 65%                           | 29%                           | 6% |
| SoonerPoll       | 24–31 августа 2024            | 323 (ПИ)       | ±5,5%               | 56%                           | 40%                           | 4% |